# 比格萊克 (密蘇里州)
比格萊克（英語：Big Lake）是位於美國密蘇里州霍爾特縣的村。

## 人口
根據2020年美國人口普查的數據，比格萊克的面積為6.80平方千米，當中陸地面積為4.29平方千米，而水域面積為2.51平方千米。當地共有人口65人，而人口密度為每平方千米10人。